# Banco de leche
Un banco de leche, lactarium, banco blanco, banco de leche materna, o banco de leche humana es una institución sanitaria u organización que cuenta con un local y se dedica a recolectar, analizar, almacenar, conservar y suministrar leche materna; así mismo, suele realizar labores de investigación, educación, información, entrenamiento y asesoría referente a la lactancia materna. Por otra parte, se llama banco de leche también a las reservas preparadas con su propia leche, por las madres que están amamantando.
Los bancos de leche institucionales tienen como fin ayudar a bebés de diferentes edades y condiciones, debido a que la leche materna es el alimento más completo que pueden recibir, y a que esta puede ser almacenada hasta por seis meses.  
La reserva se suministra en primer término a bebés prematuros o sometidos a intervenciones quirúrgicas, pero también a alérgicos, huérfanos, aquellos cuyas madres no producen leche o no lo hacen en cantidad suficiente, o a los que presentan enfermedades infecciosas crónicas, deficiencias inmunitarias o circunstancias especiales. 
Los bancos de leche han sido instituidos en hospitales y centros de numerosos países (en Latinoamérica son 19); actualmente, varios de los mismos han formado redes.

## Historia

El Símbolo Internacional de la Lactancia.

- El primer banco de leche fue creado en el año 1900, en Viena. Luego se abrieron en Boston (1910), Buenos Aires (1921), Río de Janeiro (1943), y más.[3]

- En 1998 se desarrolla el proyecto de la Red Brasileña de Bancos de Leche Humana (Red BLH-BR), con sede en la Fundación Oswaldo Cruz (FIOCRUZ), en Río de Janeiro. Dicho país que actualmente posee la red más grande y más compleja de Bancos de Leche Humana, con 187 en funcionamiento y 10 en proceso de implantación, distribuyendo anualmente más de 100 mil litros de leche materna.[4]

- En el 2001, la OMS destacó que los Bancos de Leche Humana son "una de las mejores estrategias sanitarias en la disminución de la mortalidad infantil y en la protección del amamantamiento".[3]

- La Red Iberoamericana de Bancos de Leche Humana fue aprobada como programa durante la 17.ª Cúpula Iberoamericana de Jefes de Estado y de Gobierno, realizada en el 2007 en Chile. Su principal objetivo es promover la lactancia materna directa, y está orientado al intercambio del conocimiento y de tecnología del campo de la lactancia materna y Bancos de Leche Humana, con el fin de reducir la mortalidad infantil.[5]

- En diciembre de 2009, la OMS y el PNUD premiaron en conjunto, por su contribución al desarrollo humano en el hemisferio Sur, al Centro de Referencia Nacional para Bancos de Leche Humana, con sede en el Instituto Fernandes Figueira, unidad materno-infantil de la Fiocruz (Brasil), miembro del Programa Iberoamericano de Bancos de Leche Humana.[6]

## Características

### Gratuidad
Una característica importante de estos bancos (en las cuales coinciden con instituciones similares como el banco de sangre), es que la leche almacenada se entrega gratuitamente y de acuerdo a las necesidades de los posibles receptores, por lo que en todos los países que cuenta con estas instituciones se ha logrado prohibir totalmente la venta.

### Donación
Los bancos de leche son provistos por madres que están dando de mamar y producen más de lo que sus hijos requieren. Puede donar cualquier mujer que presente un buen estado de salud que le permita someterse a la actividad extra de sacarse leche. Se excluye a fumadoras, drogodependientes, alcohólicas, y quienes padecen enfermedades infecciosas o de transmisión sexual. 
Las donantes pueden acudir a una institución de salud a que le realicen la extracción o guardar la leche congelada en su propia heladera hasta que dentro de los quince días siguientes pase un responsable del banco. La leche es recogida manualmente por la madre o con de aparatos extractores especiales, luego es analizada a través de estudios bacteriológicos y químicos en laboratorios.
El acto de donar leche materna posee un carácter confidencial, y es altruista y voluntario.

### Almacenamiento

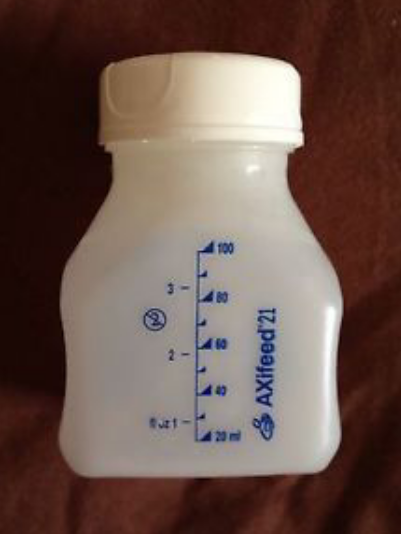
Botellita para almacenamiento de leche materna, manufacturada por la compañía británica Axifeed.

Una vez pasteurizada, la leche materna se almacena en recipientes de diferentes tamaños y es congelada hasta su distribución. La misma es clasificada de acuerdo a la edad de los bebés de las madres donantes, siendo la más frecuente, en: calostro (hasta 7 días de vida), de transición (de 7 a 14 días) y madura (más de 14 días).

## Bancos en el mundo
En la región, la Red Iberoamericana de Bancos de Leche Humana cuenta con afiliados de Andorra, Argentina, Bolivia, Brasil, Chile, Colombia, Costa Rica, Cuba, Rep. Dominicana, Ecuador, El Salvador, España, Guatemala, Honduras, México, Nicaragua, Panamá, Paraguay, Perú, Portugal, Uruguay, Venezuela.
En el Cono Sur de América:
- Argentina cuenta con 6 BLH, el primero de los cuales se creó en 2007 en el Hospital San Martín de la ciudad de La Plata, además están los del Hospital Materno Infantil “Ramón Sardá” (Ciudad Autónoma de Buenos Aires, 2007), del Hospital "Dr. Julio C. Perrando" (Resistencia, Chaco, 2009), del Hospital Materno Neonatal "Dr. Ramón Carrillo" (Ciudad de Córdoba, 2011), del Hospital Lagomaggiore (Ciudad de Mendoza, 2011), y del Hospital Cutral Co-Plaza Huincul (Neuquén, 2016).[9]
- Bolivia inauguró en el 2014 el Banco de Leche Humana del Hospital de la Mujer de La Paz.[10]
- Brasil cuenta con más de 200 BLH repartidos en su territorio, y es considerado «un modelo mundial».[11] Se nuclean en la Rede Brasileira de Bancos de Leite Humano.
- Chile habilitó su primer BLH en el Hospital en el 2015;[12] si bien en 1988 ya existieron pequeños bancos en Santiago, luego cerrados a raíz de la aparición del VIH en el mundo.[13]
- Paraguay cuenta con solo dos bancos, en los hospitales San Pablo de Asunción (público) y Fundación Los Ángeles de Ciudad del Este.[14] El primero fue habilitado en el 2010.[15]
- Uruguay inició la experiencia en 2003 en el Centro Hospitalario Pereira Rossell de Montevideo, al que siguieron el Hospital de Tacuarembó en 2004 y el Hospital Regional de Salto en 2008.[16]

España cuenta con 13 instituciones nucleadas en la Asociación Española de Bancos de Leche Humana. El primero de los bancos funciona desde 2001 en Mallorca. Posteriormente, el BLH del Hospital 12 de Octubre de Madrid fue inaugurado el 17 de diciembre de 2007. Luego siguieron los BLH del Hospital La Fe (Valencia), Hospital Virgen de las Nieves (Granada), Aragón, Banc de llet materna (Barcelona), Extremadura, Castilla y León, Hospitalo Álvaro Cunqueiro (Vigo), Centro Complejo Hospitalario Universitario Santiago de Compostela, Hospital Virgen del Rocío (Sevilla), Hospital Universitario Central de Asturias y Euskadi (Vizcaya).
Estados Unidos contaría con solo 15 BLH.